# 서트마리 언드라시
서트마리 언드라시(헝가리어: Szatmári András, 1993년 2월 3일~)는 헝가리의 펜싱 선수로 주 종목은 사브르이다. 2020년 하계 올림픽에서 남자 사브르 단체전 동메달을 획득했고 2024년 하계 올림픽 남자 사브르 단체전 은메달을 획득했다. 또한 세계 선수권 대회에서 금메달 2개, 은메달 5개, 동메달 2개를 획득했다.